# Boswellia neglecta
Boswellia neglecta là một loài thực vật có hoa trong họ Burseraceae. Loài này được S.Moore mô tả khoa học đầu tiên năm 1877.